# Olimpiada szachowa

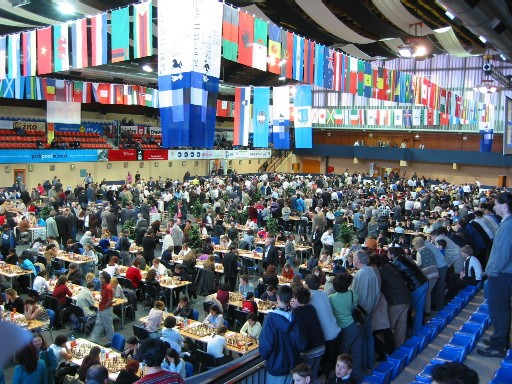
Olimpiada szachowa w Bledzie, 2002

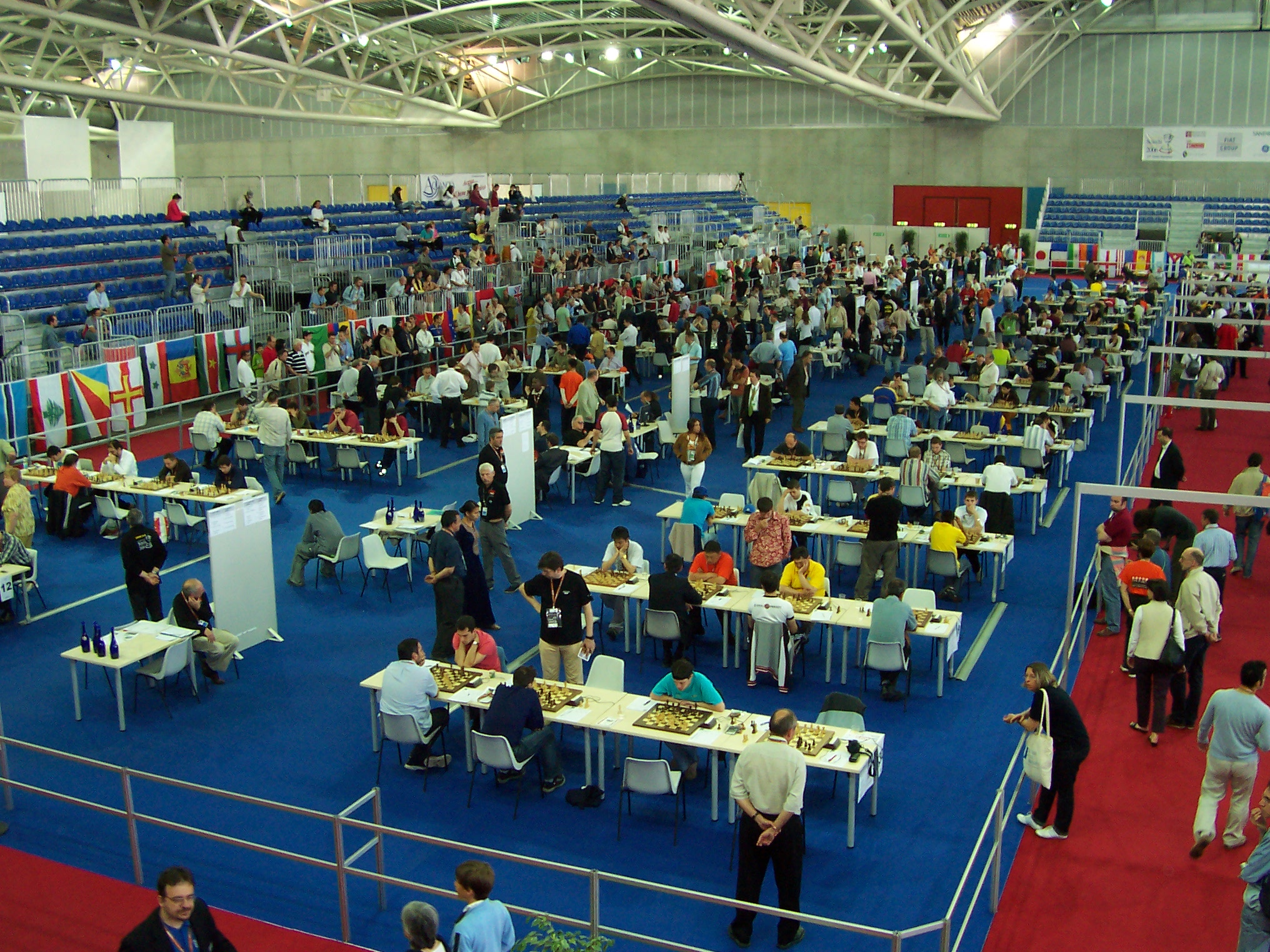
Olimpiada szachowa w Turynie, 2006

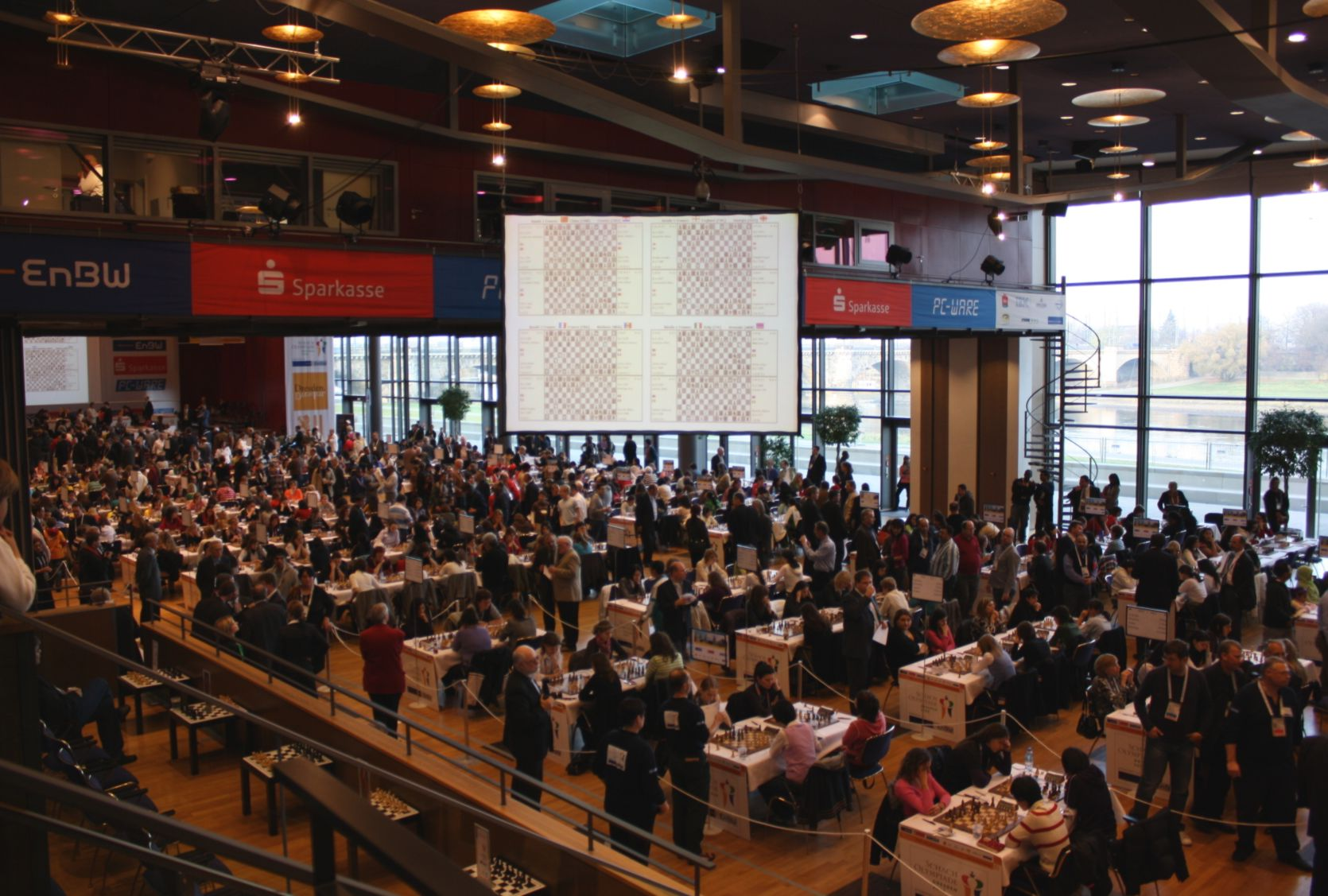
Olimpiada szachowa w Dreźnie, 2008

Olimpiada szachowa – międzynarodowy drużynowy turniej szachowy organizowany przez Międzynarodową Federację Szachową (FIDE) w cyklu dwuletnim od 1927 roku. W turnieju uczestniczą reprezentacje narodowe, nominowane przez narodowe związki szachowe zrzeszone w FIDE.

## Okres do II wojny światowej
W latach dwudziestych ubiegłego stulecia zaczęła się krystalizować idea szachowych drużynowych rozgrywek międzynarodowych. Wcześniej nie organizowano tego rodzaju rozgrywek, międzynarodowe szachy ograniczały się do turniejów indywidualnych. Sporadycznie odbywały się mecze drużynowe, ale partie były zazwyczaj rozgrywane korespondencyjnie lub telegraficznie. Pierwszą próbę podjęto w 1924 roku, przy okazji Letnich Igrzysk Olimpijskich w Paryżu. W turnieju kierowanym przez Aleksandra Alechina nie uczestniczyli szachiści światowej elity, głównie z powodu amatorskiego statusu imprezy. Turniej indywidualny wygrał Łotysz Hermanis Matisons, czwarte miejsce przypadło przyszłemu mistrzowi świata Maksowi Euwemu. W turnieju drużynowym tylko kilka zespołów miało pełną obsadę (czterech zawodników) i te uplasowały się na czele tabeli. Zwyciężyła Czechosłowacja przed Węgrami i Szwajcarią, piąte miejsce zajęła trzyosobowa reprezentacja Łotwy. Dwa lata później Węgrzy zorganizowali kolejny turniej drużynowy. Z powodu zbyt późno wysłanych zaproszeń do Budapesztu przyjechały zaledwie cztery drużyny. W turnieju zwyciężyli gospodarze.
W 1927 roku FIDE opracowała precyzyjny regulamin rozgrywania turnieju olimpijskiego. Regulamin przewidywał rozgrywki na czterech szachownicach w systemie kołowym (każda drużyna z każdą). Drużyny mogły mieć zawodnika rezerwowego. Wszystkie zrzeszone w FIDE narodowe związki szachowe otrzymały zaproszenie do udziału w turnieju, który odbył się w Londynie. Przybyło szesnaście zespołów, w składzie których było kilku wybitnych szachistów, m.in. Węgier Géza Maróczy, Niemiec Siegbert Tarrasch, Richard Réti reprezentujący Czechosłowację czy późniejszy mistrz świata, lider Holendrów Max Euwe. W przeciwieństwie do poprzednich, turniej w Londynie cieszył się sporym prestiżem w świecie szachowym, mimo że zabrakło czwórki najsilniejszych wówczas szachistów świata: Aleksandra Alechina, Jose Raula Capablanki, Emanuela Laskera i Akiby Rubinsteina.
Londyński turniej oficjalnie uznano za pierwszą szachową olimpiadę. Zasady wówczas ustalone, z pewnymi koniecznymi modyfikacjami, praktycznie obowiązują do dziś. Mecze składały się z czterech partii. Zawodnicy nie mogli konsultować się ze swoimi doradcami w trakcie meczu (co było praktykowane poprzednio). Do ustalenia końcowej kolejności liczyły się wyniki poszczególnych partii. Jedyną istotną różnicą w porównaniu z dzisiejszymi zasadami był brak sztywnego ustalenia kolejności szachownic w drużynie. Oczywiście, sam system rozgrywek zmieniał się w kolejnych olimpiadach wraz ze wzrostem liczby uczestniczących drużyn (obecnie w turniejach olimpijskich bierze udział ponad sto zespołów).

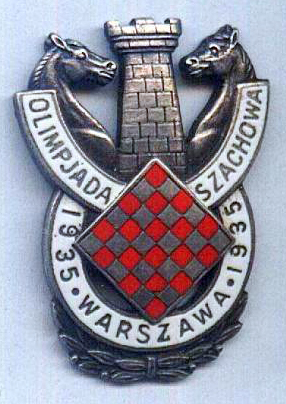
Odznaka 6 Olimpiady Szachowej w Warszawie

Do wybuchu II wojny światowej odbyło się osiem olimpiad szachowych oraz jedna nieoficjalna olimpiada w Monachium w 1936 roku, zorganizowana przez niemiecką federację szachową. Uczestniczyli w nich najsilniejsi szachiści, oprócz powyżej wymienionych również: mistrzowie świata Alechin i Capablanka, Polacy Rubinstein, Ksawery Tartakower i Mieczysław Najdorf, Czech Salomon Flohr, Amerykanie Frank Marshall, Samuel Reshevsky i Reuben Fine, Słoweniec Milan Vidmar, doświadczony Rosjanin Jefim Bogolubow (reprezentujący Niemcy) i młody wówczas Paul Keres z Estonii. Przedwojenne olimpiady były zdominowane przez niezwykle silne zespoły USA, Węgier i Polski. Amerykanie zwyciężali czterokrotnie, Węgrzy dwukrotnie zajmowali pierwsze miejsce i dwukrotnie drugie. Dorobek Polaków to jedno zwycięstwo, dwa drugie i trzy trzecie miejsca. Do wybuchu wojny ZSRR nie był członkiem FIDE i nie brał udziału w szachowych olimpiadach.
Pierwsze siedem olimpiad było rozgrywanych systemem kołowym. Liczba uczestniczących drużyn sukcesywnie rosła. Do ósmej zgłosiło się już dwadzieścia siedem zespołów, konieczne więc było rozegranie eliminacji i turnieju finałowego. Wybuch wojny w trakcie trwania tego turnieju przerwał szachowy cykl olimpijski aż na następne jedenaście lat.

## Olimpiady powojenne

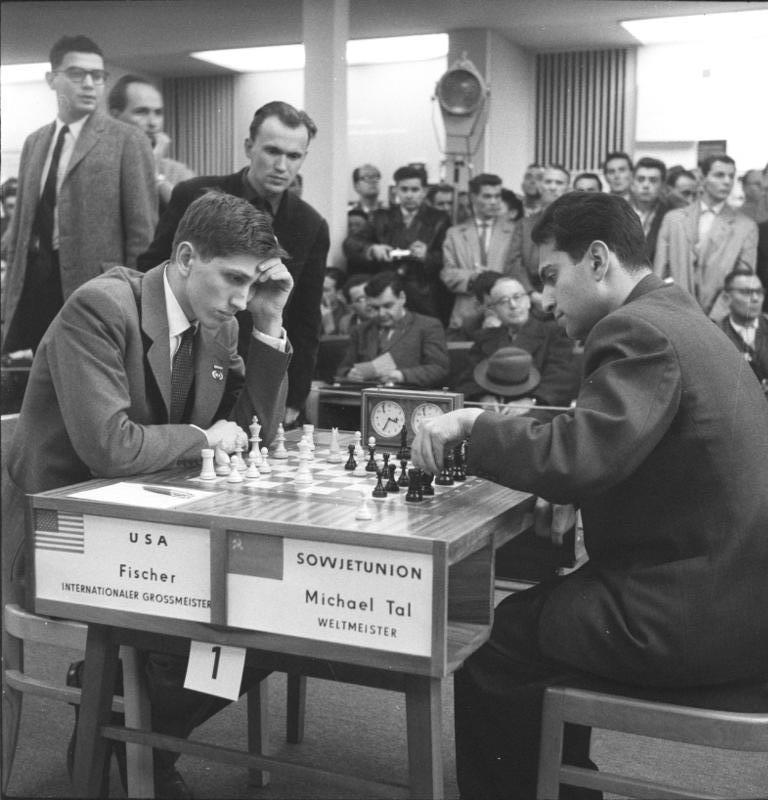
Pojedynek szachowy pomiędzy ZSRR - USA: Mistrz Świata Tal - Arcymistrz Międzynarodowy Fischer (1960)

Pierwsze lata powojenne w świecie szachowym były zdominowane problemem wyłonienia kolejnego mistrza świata (następcy zmarłego Alechina) oraz przystąpieniem radzieckiej federacji szachowej do FIDE. Potrzeba było aż pięciu lat, by odżyła olimpijska idea i zmaterializowała się w postaci turnieju drużynowego rozegranego w jugosłowiańskim Dubrowniku. Podobnie do pierwszej paryskiej olimpiady, również ten turniej rozegrano systemem kołowym z udziałem szesnastu drużyn. Zabrakło jeszcze drużyny radzieckiej, a z elity szachistów poprzedniej doby przybyło zaledwie kilku, niektórzy już w innych rolach. Najdorf dowodził drużyną Argentyny, która głównie za jego sprawą urosła do jednej z najsilniejszych reprezentacji na świecie. Tartakower, który już przed wojną reprezentując polskie barwy mieszkał w Paryżu, przybył na czele drużyny francuskiej. Tradycyjnie, liderem Holendrów był Euwe, Amerykanów – Reshevsky. Zwyciężyli gospodarze (wśród których prym wiedli Svetozar Gligorić i Vasja Pirc), na finiszu wyprzedzając
Argentynę.
Począwszy od tego turnieju, szachowe olimpiady były organizowane co dwa lata, w latach parzystych. Liczba uczestniczących drużyn rosła z przedziwną regularnością, co dziesięć lat zwiększała się o ok. 20 nowych reprezentacji (1960 – 40, 1970 – 60, 1980 – 82, 1990 – 108, 2000 – 126). Do 1974 roku turnieje rozgrywano dwuetapowo. W pierwszym etapie rozgrywano eliminacje w mniejszych grupach systemem kołowym, które dzieliły stawkę na grupy uporządkowane według siły. W drugim etapie grano również każdy z każdym w grupach finałowych. System skutkował coraz większą liczbą koniecznych do rozegrania partii, w latach 1972 i 1974 grano już 22 rundy. Turnieje trwały niemalże miesiąc, były bardzo kosztowne dla organizatorów i wyczerpujące dla zawodników. Począwszy od 1976 roku do dzisiaj olimpiady są rozgrywane systemem szwajcarskim, na dystansie 13 lub 14 rund (od roku 2008 – 11).
W okresie zimnej wojny dochodziło kilkakrotnie do incydentów powodowanych polityką. Najpoważniejszym był bojkot olimpiady w izraelskiej Hajfie w 1976 roku przez kraje tzw. bloku socjalistycznego oraz grupę państw nieuznających Izraela, które zorganizowały konkurencyjny turniej w Trypolisie. Pokojowa idea olimpiady bywała w tych czasach dość często zniekształcana, zdarzały się przypadki odmowy wpuszczenia niektórych reprezentacji do kraju organizatora, czy też rezygnacji w trakcie turnieju na znak protestu. Sportowo olimpiady były wyraźnie zdominowane przez reprezentację ZSRR (później Rosji), która dała się wyprzedzić tylko raz, w 1978 roku przez Węgry pod wodzą Lajosa Portischa (dwukrotnie ZSRR nie startował w turniejach). W drużynie radzieckiej startowali wszyscy kolejni mistrzowie świata: Michaił Botwinnik, Wasilij Smysłow, Michaił Tal, Tigran Petrosjan, Borys Spasski, Anatolij Karpow i Garri Kasparow. W latach 1958–1964 Rosjanie przysyłali na olimpiadę czterech mistrzów świata w jednej drużynie. Wielkie boje z radziecką koalicją toczył amerykański mistrz świata Bobby Fischer. Przez lata do najsilniejszych drużyn należały także Jugosławia, Węgry i Anglia. W pierwszych powojennych olimpiadach pierwszoplanową rolę odgrywała również Argentyna.
Znaczne ożywienie przyniósł rok 1992, w którym zamiast ZSRR po raz pierwszy na olimpiadę przybyło aż dziesięć narodowych drużyn z krajów postradzieckich. Sześć z nich zajęło miejsca w pierwszej dziesiątce. Również Jugosławia, w której szachy zawsze stały na wysokim poziomie, została zastąpiona przez Bośnię i Hercegowinę, Słowenię oraz Chorwację. Zmiany umożliwiły występ na olimpiadzie wielu utalentowanym szachistom, którzy do tej pory nie mieli szans zakwalifikowania się do reprezentacji ZSRR czy Jugosławii i w widoczny sposób podniosły ogólny poziom turnieju.

## Lista szachowych olimpiad

### Olimpiady mężczyzn
| Lp | Rok  | Miasto          | I miejsce      | II miejsce              | III miejsce        | M-ce Polski |
| -- | ---- | --------------- | -------------- | ----------------------- | ------------------ | ----------- |
|    | 1924 | Paryż           | Czechy         | Węgry                   | Szwajcaria         | 7/8         |
|    | 1926 | Budapeszt       | Węgry          | Jugosławia              | Rumunia            | –           |
| 1  | 1927 | Londyn          | Węgry 40       | Dania 38½               | Anglia 36½         | –           |
| 2  | 1928 | Haga            | Węgry 44       | USA 39½                 | Polska 37          | 3           |
| 3  | 1930 | Hamburg         | Polska 48½     | Węgry 47                | Niemcy 44½         | 1           |
| 4  | 1931 | Praga           | USA 48         | Polska 47               | Czechosłowacja 46½ | 2           |
| 5  | 1933 | Folkestone      | USA 39         | Czechosłowacja 37½      | Szwecja 34         | 4           |
| 6  | 1935 | Warszawa        | USA 54         | Szwecja 52½             | Polska 52          | 3           |
|    | 1936 | Monachium       | Węgry          | Polska                  | Niemcy             | 2           |
| 7  | 1937 | Sztokholm       | USA 54½        | Węgry 48½               | Polska 47          | 3           |
| 8  | 1939 | Buenos Aires    | Niemcy 36      | Polska 35½              | Estonia 33½        | 2           |
| 9  | 1950 | Dubrownik       | Jugosławia 45½ | Argentyna 43½           | RFN 40½            | –           |
| 10 | 1952 | Helsinki        | ZSRR 21        | Argentyna 19½           | Jugosławia 19      | 12          |
| 11 | 1954 | Amsterdam       | ZSRR 34        | Argentyna 27            | Jugosławia 26½     | –           |
| 12 | 1956 | Moskwa          | ZSRR 31        | Jugosławia 26½          | Węgry 26½          | 23          |
| 13 | 1958 | Monachium       | ZSRR 34½       | Jugosławia 29           | Argentyna 25½      | 19          |
| 14 | 1960 | Lipsk           | ZSRR 34        | USA 29                  | Jugosławia 27      | 21          |
| 15 | 1962 | Warna           | ZSRR 31½       | Jugosławia 28           | Argentyna 26       | 18          |
| 16 | 1964 | Tel Awiw-Jaffa  | ZSRR 36½       | Jugosławia 32           | RFN 30½            | 10          |
| 17 | 1966 | Hawana          | ZSRR 39½       | USA 34½                 | Węgry 33½          | 16          |
| 18 | 1968 | Lugano          | ZSRR 39½       | Jugosławia 31           | Bułgaria 30        | 11          |
| 19 | 1970 | Siegen          | ZSRR 27½       | Węgry 26½               | Jugosławia 26      | 14          |
| 20 | 1972 | Skopje          | ZSRR 42        | Węgry 40½               | Jugosławia 38      | 12          |
| 21 | 1974 | Nicea           | ZSRR 46        | Jugosławia 37½          | USA 36½            | 23          |
|    | 1976 | Trypolis        | Salwador       | Tunezja                 | Pakistan           | –           |
| 22 | 1976 | Hajfa           | USA 37         | Holandia 36½            | Anglia 35½         | –           |
| 23 | 1978 | Buenos Aires    | Węgry 37       | ZSRR 36                 | USA 35             | 8           |
| 24 | 1980 | Valletta        | ZSRR 39        | Węgry 39                | Jugosławia 35      | 7           |
| 25 | 1982 | Lucerna         | ZSRR 42½       | Czechosłowacja 36       | USA 35½            | 7           |
| 26 | 1984 | Saloniki        | ZSRR 41        | Anglia 37               | USA 35             | 21          |
| 27 | 1986 | Dubaj           | ZSRR 40        | Anglia 39½              | USA 38½            | 16          |
| 28 | 1988 | Saloniki        | ZSRR 40½       | Anglia 34½              | Holandia 34½       | 21          |
| 29 | 1990 | Nowy Sad        | ZSRR 39        | USA 35½                 | Anglia 35½         | 18          |
| 30 | 1992 | Manila          | Rosja 39       | Uzbekistan 35           | Armenia 34½        | 32          |
| 31 | 1994 | Moskwa          | Rosja 37½      | Bośnia i Hercegowina 35 | Rosja (II) 34½     | 27          |
| 32 | 1996 | Erywań          | Rosja 38½      | Ukraina 35              | USA 34             | 36          |
| 33 | 1998 | Elista          | Rosja 35½      | USA 34½                 | Ukraina 32½        | 15          |
| 34 | 2000 | Stambuł         | Rosja 38       | Niemcy 37               | Ukraina 35½        | 15          |
| 35 | 2002 | Bled            | Rosja 38½      | Węgry 37½               | Armenia 35         | 13          |
| 36 | 2004 | Calviá          | Ukraina 39½    | Rosja 36½               | Armenia 36½        | 12          |
| 37 | 2006 | Turyn           | Armenia 36     | Chiny 34                | USA 33             | 21          |
| 38 | 2008 | Drezno          | Armenia 19     | Izrael 18               | USA 17             | 29          |
| 39 | 2010 | Chanty-Mansyjsk | Ukraina 19     | Rosja 18                | Izrael 17          | 11          |
| 40 | 2012 | Stambuł         | Armenia 19     | Rosja 19                | Ukraina 18         | 13          |
| 41 | 2014 | Tromsø          | Chiny 19       | Węgry 17                | Indie 17           | 15          |
| 42 | 2016 | Baku            | USA 20         | Ukraina 20              | Rosja 18           | 7           |
| 43 | 2018 | Batumi          | Chiny 18       | USA 18                  | Rosja 18           | 4           |
| 44 | 2022 | Ćennaj          | Uzbekistan 19  | Armenia 19              | Indie (II) 18      | 9           |
| 45 | 2024 | Budapeszt       | Indie 21       | USA 17                  | Uzbekistan 17      | 22          |

### Olimpiady kobiet
| Lp | Rok  | Miasto          | I miejsce   | II miejsce     | III miejsce       | M-ce Polski |
| -- | ---- | --------------- | ----------- | -------------- | ----------------- | ----------- |
| 1  | 1957 | Emmen           | ZSRR 10½    | Rumunia 10½    | NRD 10            | 12          |
| 2  | 1963 | Split           | ZSRR 25     | Jugosławia 24½ | NRD 21            | 8           |
| 3  | 1966 | Oberhausen      | ZSRR 22     | Rumunia 20½    | NRD 17            | 11          |
| 4  | 1969 | Lublin          | ZSRR 26     | Węgry 20½      | Czechosłowacja 19 | 7           |
| 5  | 1972 | Skopje          | ZSRR 11½    | Rumunia 8½     | Węgry 8           | 9           |
| 6  | 1974 | Medellín        | ZSRR 13½    | Rumunia 13½    | Bułgaria 13       | –           |
| 7  | 1976 | Hajfa           | Izrael 17   | Anglia 11½     | Hiszpania 11½     | –           |
| 8  | 1978 | Buenos Aires    | ZSRR 16     | Węgry 11       | RFN 11            | 5           |
| 9  | 1980 | Valletta        | ZSRR 30     | Węgry 32       | Polska 26½        | 3           |
| 10 | 1982 | Lucerna         | ZSRR 33     | Rumunia 30     | Węgry 26          | 4           |
| 26 | 1984 | Saloniki        | ZSRR 32     | Bułgaria 27½   | Rumunia 27        | 7           |
| 27 | 1986 | Dubaj           | ZSRR 33½    | Węgry 29       | Rumunia 28        | 7           |
| 28 | 1988 | Saloniki        | Węgry 33    | ZSRR 32½       | Jugosławia 28     | 11          |
| 29 | 1990 | Nowy Sad        | Węgry 35    | ZSRR 35        | Chiny 29          | 14          |
| 30 | 1992 | Manila          | Gruzja 30½  | Ukraina 29     | Chiny 28½         | 13          |
| 31 | 1994 | Moskwa          | Gruzja 32   | Węgry 31       | Chiny 27          | 20          |
| 32 | 1996 | Erywań          | Gruzja 30   | Chiny 28½      | Rosja 28½         | 9           |
| 33 | 1998 | Elista          | Chiny 29    | Rosja 27       | Gruzja 27         | 11          |
| 34 | 2000 | Stambuł         | Chiny 32    | Gruzja 31      | Rosja 28½         | 14          |
| 35 | 2002 | Bled            | Chiny 29½   | Rosja 29       | Polska 28         | 3           |
| 36 | 2004 | Calviá          | Chiny 31    | USA 28         | Rosja 27½         | 10          |
| 37 | 2006 | Turyn           | Ukraina 29½ | Rosja 28       | Chiny 27½         | 20          |
| 38 | 2008 | Drezno          | Gruzja 18   | Ukraina 18     | USA 17            | 5           |
| 39 | 2010 | Chanty-Mansyjsk | Rosja 22    | Chiny 18       | Gruzja 16         | 6           |
| 40 | 2012 | Stambuł         | Rosja 19    | Chiny 19       | Ukraina 18        | 15          |
| 41 | 2014 | Tromsø          | Rosja 20    | Chiny 18       | Ukraina 18        | 7           |
| 42 | 2016 | Baku            | Chiny 20    | Polska 17      | Ukraina 17        | 2           |
| 43 | 2018 | Batumi          | Chiny 18    | Ukraina 18     | Gruzja 17         | 16          |
| 44 | 2022 | Ćennaj          | Ukraina 18  | Gruzja 18      | Indie 17          | 6           |
| 45 | 2024 | Budapeszt       | Indie 19    | Kazachstan 18  | USA 17            | 9           |

- Uwaga: począwszy od olimpiady w Salonikach w 1984 r. numeracja turniejów kobiecych została ujednolicona z numeracją turniejów męskich.

## Występy Polaków na olimpiadach
Przedwojenne olimpiady to pasmo największych szachowych sukcesów Polaków w historii. Polska miała bardzo silną reprezentację, której trzon stanowili: Ksawery Tartakower, Paulin Frydman, Kazimierz Makarczyk i Teodor Regedziński. Dwukrotnie tę reprezentację wsparli: wielki Akiba Rubinstein i szachista z szerokiej światowej czołówki Dawid Przepiórka. W ostatnich trzech olimpiadach grał młody wówczas Mieczysław Najdorf. W 1930 roku, w którym polska drużyna zajęła pierwsze miejsce, Rubinstein dokonał niezwykłego wyczynu: grając na pierwszej szachownicy we wszystkich rundach wygrał trzynaście partii, remisując w pozostałych czterech. Najlepsze indywidualne wyniki Polaków na olimpiadach 1927–1939 (kolejno: rok, szachownica, zawodnik, wynik procentowy):
| Rok  | sz. | zawodnik           | proc. |
| ---- | --- | ------------------ | ----- |
| 1930 | I   | Akiba Rubinstein   | 88,2  |
| 1937 | V   | Teodor Regedziński | 84,6  |
| 1939 | II  | Mieczysław Najdorf | 77,8  |
| 1928 | III | Teodor Regedziński | 76,9  |
| 1939 | III | Paulin Frydman     | 76,5  |
| 1931 | II  | Ksawery Tartakower | 75,0  |
| 1930 | II  | Ksawery Tartakower | 75,0  |

W powojennej Polsce zabrakło arcymistrzów. Olimpijska drużyna została rozbita. Najwybitniejsi aktywni szachiści pozostali poza granicami kraju. Brak ciągłości odbił się na wynikach polskiej drużyny. W latach 1950–1990 awans reprezentacji Polski do pierwszej dziesiątki uważany był za duży sukces. Udało się to trzykrotnie i to za sprawą jednego zawodnika, Adama Kuligowskiego. Jego doskonałe występy w latach 1978, 1980 i 1982 nieco pobudziły aspiracje polskich olimpijczyków, przyzwyczajonych dotychczas do miejsca w olimpijskiej drugiej lidze. Jednakże po błyskotliwej lecz krótkotrwałej karierze Kuligowski wziął rozbrat z szachami. Wcześniej kilka wartościowych wyników osiągnął Bogdan Śliwa. W latach dziewięćdziesiątych ogólny poziom olimpijskiego turnieju znacznie się podniósł, a w polskiej drużynie nastąpiła zmiana pokoleń. W 2002 r. Tomasz Markowski z pozycji pierwszego rezerwowego uzyskał najlepszy indywidualny wynik w powojennych olimpiadach (8½ z 10). Wynik ten wyrównał Mateusz Bartel w 2022 r.:
| Rok  | sz. | zawodnik           | proc. |
| ---- | --- | ------------------ | ----- |
| 2002 | V   | Tomasz Markowski   | 85,0  |
| 2022 | V   | Mateusz Bartel     | 85,0  |
| 2006 | V   | Radosław Wojtaszek | 81,8  |
| 2018 | IV  | Jacek Tomczak      | 78,6  |
| 2010 | V   | Mateusz Bartel     | 77,8  |
| 2014 | III | Jan-Krzysztof Duda | 77,3  |
| 1978 | II  | Adam Kuligowski    | 76,9  |
| 1980 | III | Adam Kuligowski    | 76,9  |
| 2012 | I   | Radosław Wojtaszek | 75,0  |
| 1952 | IV  | Bogdan Śliwa       | 75,0  |
| 2010 | IV  | Kamil Mitoń        | 75,0  |
| 1986 | V   | Robert Kuczyński   | 75,0  |
| 1998 | V   | Marcin Kamiński    | 75,0  |
| 2000 | V   | Robert Kempiński   | 75,0  |
| 2012 | I   | Radosław Wojtaszek | 75,0  |
| 2016 | I   | Radosław Wojtaszek | 75,0  |
| 2016 | II  | Jan-Krzysztof Duda | 75,0  |
| 2024 | I   | Jan-Krzysztof Duda | 75,0  |

## Występy Polek na olimpiadach
W 2016 r. Mariola Woźniak z pozycji pierwszej rezerwowej uzyskała najlepszy indywidualny wynik (6 z 6). Drugi najlepszy wynik posiadają Joanna Majdan i Oliwia Kiołbasa, które odpowiednio w 2008 i 2022 r. z odpowiednio czwartej i trzeciej pozycji zdobyły indywidualny wynik 9½ z 11:
| Rok  | sz. | zawodniczka          | proc. |
| ---- | --- | -------------------- | ----- |
| 2016 | V   | Mariola Woźniak      | 100,0 |
| 2008 | IV  | Joanna Majdan        | 86,4  |
| 2022 | III | Oliwia Kiołbasa      | 86,4  |
| 1996 | IV  | Marta Michna         | 85,7  |
| 2018 | III | Karina Cyfka         | 85,0  |
| 1972 | II  | Hanna Ereńska-Barlo  | 83,3  |
| 1957 | I   | Krystyna Radzikowska | 81,8  |
| 2012 | III | Jolanta Zawadzka     | 81,8  |
| 2016 | IV  | Klaudia Kulon        | 81,8  |
| 2002 | III | Monika Soćko         | 80,8  |
| 2010 | III | Joanna Majdan        | 80,0  |
| 2022 | IV  | Maria Malicka        | 77,8  |
| 1975 | III | Anna Jurczyńska      | 75,0  |
| 2000 | IV  | Marta Zielińska      | 75,0  |
| 2004 | IV  | Marta Zielińska      | 75,0  |
| 2010 | IV  | Joanna Dworakowska   | 75,0  |

## Osiągnięcia medalowe polskich zawodników

### medale indywidualne
| Medale           | Zawodnicy (rok, szachownica) | Zawodnicy (rok, szachownica) |
| ---------------- | --- | --- |
| złote (11)       | Akiba Rubinstein (1930) Ksawery Tartakower (1931, II) Mieczysław Najdorf (1939, II) Adam Kuligowski (1978, II) Mateusz Bartel (2010, V) Mateusz Bartel (2022, V) | Krystyna Hołuj (1957, I) Marta Zielińska (1996, IV) Monika Soćko (2002, III) Joanna Majdan (2008, IV) Oliwia Kiołbasa (2022, III)                                                                 |
| srebrne (14)     | Paulin Frydman (1935, II) Teodor Regedziński (1937, V) Paulin Frydman (1939, III) Bogdan Śliwa (1952, IV) Izaak Grynfeld (1952, VI) Adam Kuligowski (1980, III) Radosław Wojtaszek (2012, I) Bartłomiej Macieja (2012, V)                                                      | Mirosława Litmanowicz (1963, III) Hanna Ereńska-Radzewska (1972, II) Agnieszka Brustman (1980, IV) Jolanta Zawadzka (2012, III) Karina Szczepkowska-Horowska (2016, III) Maria Malicka (2022, IV) |
| brązowe (15)     | Teodor Regedziński (1928) Ksawery Tartakower (1933, I) Paulin Frydman (1933, II) Ksawery Tartakower (1935, I) Paulin Frydman (1937, III) Teodor Regedziński (1939, IV) Robert Kuczyński (1986, V) Marcin Kamiński (1998, V) Bartosz Soćko (2000, IV) Kacper Piorun (2018, III) | Anna Jurczyńska (1978, III) Hanna Ereńska-Radzewska (1980, I) Grażyna Szmacińska (1982, IV) Marta Zielińska (2004, IV) Klaudia Kulon (2016, IV)                                                   |
| Razem: 40 medali | | |

- Zestawienie obejmuje również zawodniczki i zawodników, którzy na danej olimpiadzie uzyskali pierwsze, drugie bądź trzecie wyniki procentowe (bądź ogólne wyniki procentowe, na olimpiadach z lat 1928–1930, na których zawodnicy nie byli na stałe przypisani do szachownic), ale medali nie otrzymali, gdyż nie były one wówczas przyznawane (medale za wyniki indywidualne na poszczególnych szachownicach po raz pierwszy zostały przyznane w latach 70.).
- Aktualizacja: po olimpiadzie 2024[3][4].